# Liste von Brennstoffzellen-Unternehmen in Deutschland
Diese Liste nennt Brennstoffzellenhersteller in Deutschland die Brennstoffzellentechnologien entwickeln, produzieren oder vermarkten. Die Liste ist unvollständig.
Eine Brennstoffzelle ist eine galvanische Zelle, die die chemische Reaktionsenergie eines kontinuierlich zugeführten Brennstoffes und eines Oxidationsmittels in elektrische Energie wandelt. Wenn auch mit Brennstoffzelle oft eine Wasserstoff-Sauerstoff-Brennstoffzelle gemeint ist, können je nach Brennstoffzellentyp außer Wasserstoff auch viele andere Brennstoffe genutzt werden, insbesondere Methanol, Butan oder Erdgas.
| Unternehmen                      | Standort              | Anwendungen                                                                     | Produkte |
| -------------------------------- | --------------------- | ------------------------------------------------------------------------------- | --- |
| SFC Energy AG                    | Brunnthal             | Portable Brennstoffzellen, Mobile Brennstoffzellen, Stationäre Brennstoffzellen | EFOY Hydrogen Fuel Cell 1.7 EFOY Hydrogen Fuel Cell 2.5 EFOY Hydrogen Fuel Cell 5.0 EFOY 80 EFOY 150 EFOY Pro 900 EFOY Pro 1800 EFOY Pro 2800 EFOY Pro 12000 Duo SFC Emily SFC Jenny |
| EKPO Fuel Cell Technologies GmbH | Dettingen an der Erms | Mobile Brennstoffzellen Stationäre Brennstoffzellen                             | NM5 (6–70 kW) NM5evo (15–76 kW) NM12 (60–125 kW) NM12twin (100–205 kW) (sowie kundenspezifische Anfertigung)                                                                         |
| Proton Motor Fuel Cell GmbH      | Puchheim              | Mobile/Stationäre Brennstoffzellen                                              | PM Module S5 und PM Module S8 |
| Schaeffler Technologies AG & Co. | Herzogenaurach        | Mobile Brennstoffzelle                                                          | |
| Fuji N2telligence GmbH           | Wismar                | Stationäre Brennstoffzellen                                                     | QuattroGeneration TriGeneration HyCongeration |
| Hexis AG                         | Konstanz              | Stationäre Brennstoffzellen                                                     | |
| HPS Home Power Solutions GmbH    | Berlin                | Stationäre Brennstoffzellen                                                     | HPS System – picea |
| Robert Bosch GmbH                | Stuttgart             | Mobile/Stationäre Brennstoffzellen                                              | |
| SIQENS GmbH                      | München               | Mobile/Stationäre Brennstoffzellen                                              | SIQENS Ecoport 800 SIQENS EcoCabinet |
| balticFuelCells GmbH             | Schwerin              | Mobile und Stationäre Brennstoffzellen                                          | PEM stacks bis 1000 W LEV stacks bis 600 W Wasserstoff – Sauerstoff Stacks kundenspezifische Stacks                                                                                  |